# CoS
CoS는 'Class of Service'의 줄인 말이며 한국말로 번역하면 '통신 서비스 등급'정도가 되지만, 대개는 굳이 번역하지 않고 'CoS'란 용어를 그대로 사용한다. CoS는 IEEE802.1Q를 사용하는 이더넷 프레임 헤더 내 3비트의 필드로 0~7사이의 값을 통해 전송 상의 우선순위를 나타낸다.

## 같이 보기
- QoS
- DiffServ